# Морозов, Валентин Евгеньевич
Валентин Евгеньевич Морозов (19 января 1924 — дата смерти неизвестна) — советский футболист, нападающий, футбольный тренер. Мастер спорта СССР (1951).

## Биография

### Карьера игрока
Воспитанник люберецкого футбола (команда «Сельмаш»). В соревнованиях мастеров начал выступать в 1945 году в составе команды Московского военного округа и играл за клуб в течение восьми сезонов. В 1945—1949 годах его команда выступала в классе «Б». В 1950 году команда стала представлять Калинин и играла в соревнованиях коллективов физкультуры, а в 1951 году — снова в классе «Б», где одержала победу. Также в 1951 году Морозов со своим клубом стал финалистом Кубка СССР. 15 июля 1952 года футболист дебютировал в составе своего клуба в классе «А» в игре против «Крыльев Советов». Всего в высшей лиге за команду города Калинина провёл 10 матчей, голов не забивал.
В 1953 году после расформирования армейских команд некоторое время играл в первенстве КФК за «Зенит» (Ступино).
С середины 1953 года играл за «Шахтёр» (Сталино). В 1953 и 1954 годах становился победителем зонального турнира класса «Б», а в 1954 году также победителем финального турнира. В 1955—1956 годах со своей командой выступал в классе «А», сыграл 44 матча и дважды забивал голы в свои ворота.

### Карьера тренера
В 1960—1961 годах работал в тренерском штабе калининской «Волги», а в 1962—1964 годах возглавлял команду. Также работал главным тренером клубов «Авангард» (Жёлтые Воды), «Торпедо» (Люберцы) и «Терек».
В 1970-е и 1980-е годы работал в Люберцах тренером коллективов по футболу и хоккею с мячом.

## Достижения
- Финалист Кубка СССР: 1951
- Победитель класса «Б»: 1951, 1953 (зональный турнир), 1954